# 소수압도
소수압도(小睡鴨島, 小水鴨島)는 황해남도 강령군의 남동쪽에 위치한 섬이다. 면적은 1.51km2로, 주변에 대수압도, 엄도, 와암 등의 섬들이 있다. 수압도 군도를 이루는 섬 중 대수압도보다 작은 섬이다. 섬의 중부에는 해발 82m의 작은 산이 솟아 있다.
해방당시 38선이남으로 대한민국이었으나 1953년 7월 27일 22시 이후 정전협정에 따라서 조선민주주의인민공화국이 차지해 실효지배 하에 있다. 1.4 후퇴 당시 이곳에 피란민들이 몰려있다가 연평도로 다시 옮겨갔다고 한다.